# Prekonizacja
Prekonizacja (łac. praeconizatio – „ogłoszenie”) – w Kościele katolickim uroczyste ogłoszenie przez papieża nominacji nowego biskupa. Od tego momentu aż do przyjęcia święceń biskupich - sakry - dana osoba duchowna pozostaje biskupem-nominatem.